# Brand New Dance
| Recensione                        | Giudizio    |
| --------------------------------- | ----------- |
| AllMusic                          | [ 1 ]       |
| The New Rolling Stone Album Guide | [ 2 ]       |
| Sputnikmusic                      | 3.5 (Great) |
| Dizionario del Pop-Rock           | [ 4 ]       |
| 24.000 dischi                     | [ 5 ]       |

Brand New Dance è un album discografico in studio della cantante statunitense Emmylou Harris, pubblicato dalla casa discografica Reprise Records nell'ottobre del 1990.

## Tracce
1. Wheels of Love – 2:41 (Marjy Plant)
2. Tougher Than the Rest – 4:59 (Bruce Springsteen)
3. In His World – 4:14 (Kostas Lazarides, Leigh Reynolds)
4. Sweet Dreams of You – 3:55 (Paul Kennerley, John David)
5. Easy for You to Say – 3:21 (Jack Wesley Routh, Randy Sharp)
6. Rollin' and Ramblin' (The Death of Hank Williams) – 3:27 (Robin Williams, Lynda Williams, Jerome Clark)
7. Better Off Without You – 5:15 (Marshall Chapman, Dennis Walker, Fontaine Brown)
8. Never Be Anyone Else But You – 2:20 (Baker Knight)
9. Brand New Dance – 3:24 (Paul Kennerley)
10. Red Red Rose – 3:56 (David Mallett)

## Musicisti
Wheels of Love
- Emmylou Harris - voce
- Richard Bennett - chitarra acustica
- Chris Leuzinger - chitarra acustica, chitarra elettrica
- Bruce Bouton - chitarra pedal steel
- Bobby Wood - pianoforte elettrico, organo
- John Jarvis - pianoforte
- Glenn Worf - basso
- Harry Stinson - batteria
- Iris DeMent - armonie vocali
- Barry Tashian - armonie vocali

Tougher Than the Rest
- Emmylou Harris - voce, armonie vocali
- Chris Leuzinger - chitarra acustica
- Richard Bennett - chitarra acustica, chitarra elettrica, mandolino, guitarphone, tambourine
- Garry Tallent - basso
- Harry Stinson - batteria
- Bobby Wood - organo
- John Jarvis - pianoforte

In His World
- Emmylou Harris - voce
- Richard Bennett - chitarra acustica
- Bob Wray - basso
- Milton Sledge - batteria
- Chris Leuzinger - chitarra elettrica
- Cindy Reynolds Wyatt - arpa
- Bobby Wood - tastiere
- Bruce Bouton - chitarra pedal steel
- The Nashville String Machine (Connie Ellisor, Carl Gorodetzky, James Grosjean, Lee Larrison, Ted Madsen, Robert Mason, Dennis Holchan, Laura Molyneaux, Pamela Sixfin, Mark Tanner, Gary Vanosdale e Kristin Wilkinson) - strumenti ad arco
- Charles Cochran - arrangiamento strumenti ad arco
- Kostas (Kostas Lazarides) - armonie vocali
- Claire Lynch - armonie vocali

Sweet Dreams of You
- Emmylou Harris - voce, armonie vocali
- Chris Leuzinger - chitarra acustica
- Richard Bennett - chitarra acustica, psycho tremolo guitar
- Bob Wray - basso
- Milton Sledge - batteria, percussioni
- Bobby Wood - tastiere
- The Nashville String Machine - strumenti ad arco
- Charles Cochran - arrangiamento strumenti ad arco
- Kathy Chiavola - armonie vocali
- Wayland Patton - armonie vocali

Easy for You to Say
- Emmylou Harris - voce
- Chris Leuzinger - chitarra acustica
- Bob Wray - basso
- Milton Sledge - batteria
- Cindy Reynolds Wyatt - arpa
- Bobby Wood - tastiere
- Richard Bennett - chitarra requinto, chitarra elettrica
- The Nashville String Machine - strumenti ad arco
- Charles Cochran - arrangiamento strumenti ad arco
- Kathy Chiavola - armonie vocali
- Wayland Patton - armonie vocali

Rollin' and Ramblin' (The Death of Hank Williams)
- Emmylou Harris - voce
- Chris Leuzinger - chitarra acustica
- Pete Wasner - pianoforte acustico
- Roy Huskey Jr. - basso
- Kenny Malone - batteria
- Bobby Wood - pianoforte elettrico
- Stuart Duncan - fiddle
- Jo El Sonnier - accordion francese, triangolo
- Richard Bennett - triple e basso a sei corde
- Melba Montgomery - armonie vocali
- Barry Tashian - armonie vocali

Better Off Without You
- Emmylou Harris - voce, chitarra acustica
- Richard Bennett - chitarra acustica
- Dave Pomeroy - basso
- James Hollihan - chitarra elettrica slide
- Bobby Wood - tastiere
- Marshall Chapman - armonie vocali

Never Be Anyone Else But You
- Emmylou Harris - voce, armonie vocali
- Richard Bennett - chitarra acustica
- Chris Leuzinger - chitarra acustica
- Bob Wray - basso
- Milton Sledge - batteria
- Bobby Wood - pianoforte
- Bruce Bouton - chitarra steel
- Kieran Kane - armonie vocali
- Jamie O'Hara - armonie vocali

Brand New Dance
- Emmylou Harris - voce
- Richard Bennett - chitarra acustica
- Chris Leuzinger - chitarra acustica
- Bob Wray - basso
- Milton Sledge - batteria, percussioni
- Kenny Malone - field drum
- Bobby Wood - tastiere
- Liam O'Flynn - uilleann pipes, whistle
- Davey Spillane - uilleann pipes, whistle
- Mary Black - armonie vocali
- Iris DeMent - armonie vocali
- Dolores Keane - armonie vocali

Red Red Rose
- Emmylou Harris - voce
- Richard Bennett - chitarra acustica
- Chris Leuzinger - chitarra acustica
- Roy Huskey Jr. - basso
- Pete Gorisch - violoncello
- Bobby Wood - tastiere
- Stuart Duncan - mandolino
- Kenny Malone - percussioni
- Pete Wasner - pianoforte

Note aggiuntive
- Richard Bennett e Allen Reynolds - produttori
- Registrazioni e mixaggi effettuate al Jack's Tracks Recording Studio di Nashville, Tennessee
- Mark Miller - ingegnere delle registrazioni
- Mastering effettuato da Denny Purcell al Georgetown Masters
- Laura Lipuma - art direction design
- Peter Nash - fotografia[7]

## Classifica
Album
| Anno | Classifica         | Posizione raggiunta |
| ---- | ------------------ | ------------------- |
| 1991 | Top Country Albums | 45                  |

Singoli
| Anno | Titolo del brano | Classifica        | Posizione raggiunta |
| ---- | ---------------- | ----------------- | ------------------- |
| 1991 | Wheels of Love   | Hot Country Songs | 71                  |